# Tetranchyroderma bronchostylus
Tetranchyroderma bronchostylus is een buikharige uit de familie van de Thaumastodermatidae. De wetenschappelijke naam van de soort werd voor het eerst geldig gepubliceerd in 2012 door Atherton en Hochberg.